# Dywizje strzelców III Rzeszy
Dywizje strzelców III Rzeszy (niem. Jäger-Divisionen) – niemieckie dywizje z okresu II wojny światowej.
Dywizje strzelców były pierwotnie tworzone jako lekkie dywizje piechoty 12 fali mobilizacyjnej, przeznaczone miały być do walk w trudnym terenie, np. średnich pasm górskich. Otrzymały skład i uzbrojenie dywizji górskich.
Znaczącymi różnicami w porównaniu do zwykłych dywizji piechoty:
- zamiast 3 pułków piechoty - 2 (później były to pułki strzelców), łącznie 6 batalionów. Różnica ta w późniejszym okresie wojny nie istniała, gdyż dywizje piechoty liczyły także 6 batalionów
- bataliony w pułkach strzelców miały, podobnie jak dywizje górskie, 5 kompanii: 3 strzeleckie, kompanię wsparcia (granatników i lekkich dział piechoty) oraz mieszaną kompanię karabinów maszynowych i pionierów
- artyleria liczyła tylko 9 (zamiast 12) baterii
- batalion przeciwpancerny liczył 2 (zamiast 3) kompanie

Ogółem utworzono 14 dywizji strzelców
- 5 Dywizja Strzelców (III Rzesza)
- 8 Dywizja Strzelców (III Rzesza)
- 28 Dywizja Strzelców (III Rzesza)
- 42 Dywizja Strzelców (III Rzesza)
- 97 Dywizja Strzelców (III Rzesza)
- 100 Dywizja Strzelców (III Rzesza)
- 101 Dywizja Strzelców (III Rzesza)
- 104 Dywizja Strzelców (III Rzesza)
- 114 Dywizja Strzelców (III Rzesza)
- 117 Dywizja Strzelców (III Rzesza)
- 118 Dywizja Strzelców (III Rzesza)
- Dywizja Strzelców Alpen

Do dywizji strzelców zaliczana bywa 1 Dywizja Narciarska (1. Skijäger-Division).